# Биджан (село)
Биджа́н — село в Ленинском районе Еврейской автономной области, административный центр Биджанского сельского поселения.

## География
Расположено на правом берегу реки Биджан.
Расстояние до районного центра села Ленинское:
через Бабстово — около 70 км;
через Дежнёво — около 70 км.
Расстояние до Биробиджана (через Бирофельд) 135 км.

## История
Село Биджан основано в 1873 году переселенцами из Венцелево и Дежнево, спасавшимися от наводнения. Слово Биджан в переводе с тунгусского «бира джикан» означает «стойбище людей в далёком месте».
В марте 1929 года в селе Биджан был образован колхоз им. Ф. К. Мухина, а в 1933 году в хозяйство прибыли первые трактора.
После завершения войны, в 1948 году, в Биджане была создана машинно-тракторная станция. В январе 1960 года Биджанская МТС была ликвидирована и организован совхоз «Добринский», в который вошли колхозы сёл Биджан, Венцелево, Преображеновка, Новотроицкое. Основу экономики села составляло производство сельскохозяйственной продукции.
В 1960 году построена больница, в 1962-м – пекарня, в 1965-м – открыт Дом культуры, в 1968-м – сдан в эксплуатацию детский сад «Колосок», в 1970-м – построена школа. Новая школа стала украшением села, в 1973-м – построили школу-интернат.

## Население
| 1891 | 2002 |
| ---- | ---- |
| 321  | 2001 |

| 1917 | 1924 | 1926  | 1992  | 2002  | 2010  |
| ---- | ---- | ----- | ----- | ----- | ----- |
| 824  | ↗924 | ↗1002 | ↗2400 | ↘2002 | ↘1635 |

## Инфраструктура
В селе имеются отделение связи, средняя школа, амбулатория, библиотека, детский сад, спортивное сооружение (2021) и дом культуры. Основные предприятия — сельскохозяйственный кооператив «Биджанский», ОАО «Биджанская передвижная механизированная колонна», ООО «Недра», ООО «Агросервис».

## Транспорт
Через село Биджан проходит автотрасса областного значения Бирофельд — Амурзет.
На север от села Биджан идёт дорога к сёлам Преображеновка и Новотроицкое, на юг — к сёлам Степное и Венцелево. Из окрестностей села вниз по левому берегу Биджана идёт дорога к сёлам Башмак и Кирово.

## Памятники
В 1967 году в центре села установлен памятник, на мемориальной доске – 41 фамилия земляков, не вернувшихся с войны.